# Badingham
Badingham är en by och en civil parish i distriktet East Suffolk i Suffolk i England. Orten har 478 invånare (2001).